# Dot és a kenguru
A Dot és a kenguru (eredeti cím: Dot and the Kangaroo) 1977-ben bemutatott ausztrál rajzfilm, amely Ethel C. Pedley azonos című regénye alapján készült, és a világsikerű Dot-sorozat első része. Az animációs játékfilm rendezője és producere Yoram Gross. A forgatókönyvet John Palmer írta, a zenéjét Bob Young szerezte. A mozifilm a Yoram Gross Films gyártásában készült, a Hoyts Distribution forgalmazásában jelent meg. Műfaja zenés film. 
Ausztráliában 1977. december 15-én, Magyarországon 1981. május 21-én mutatták be a mozikban, új magyar szinkronnal 1994. július 30-án az MTV1-en vetítették le a televízióban.

## Szereplők
| Szereplő               | Eredeti hang    | Magyar hang                      | Magyar hang                     |
| Szereplő               | Eredeti hang    | 1. magyar szinkron (MOKÉP, 1980) | 2. magyar szinkron (MTV1, 1994) |
| ---------------------- | --------------- | -------------------------------- | ------------------------------- |
| Dot                    | Barbara Frawley | Detre Annamária                  | Vadász Bea                      |
| Kenguru                | Joan Bruce      | Géczy Dorottya                   | Simon Mari                      |
| Jessie, Dot anyja      | Joan Bruce      | Szegedi Erika                    | Menszátor Magdolna              |
| Frank, Dot apja        | Ron Haddrick    | Szersén Gyula                    | Harsányi Gábor                  |
| Kacsacsőrű apuka       | Spike Milligan  | ?                                | Hollósi Frigyes                 |
| Kacsacsőrű anyuka      | June Salter     | ?                                | Tóth Judit                      |
| Barázdabillegető Vili  | Ross Higgins    | Kútvölgyi Erzsébet               | Kiss Erika                      |
| Jack, a család barátja | N/A             | ?                                | Antal László                    |
| Vombat                 | N/A             | ?                                | Csurka László                   |
| Koala                  | N/A             | Gyabronka József                 | Fekete Zoltán                   |
| Bagoly                 | N/A             | ?                                | Buss Gyula                      |
| Bóbita kakadu          | N/A             | ?                                | Cs. Németh Lajos                |
| Emu anyuka             | N/A             | ?                                | Papp Ágnes                      |
| Oposszum anyuka        | N/A             | ?                                | Papp Ágnes                      |
| Varánusz               | N/A             | ?                                | Koroknay Géza                   |
| Béka                   | N/A             | ?                                | Holl Nándor                     |
| Bandikut               | N/A             | ?                                | Mikula Sándor                   |
| Hangyászsün            | N/A             | ?                                | Szűcs Sándor                    |
| Kacagójancsi           | N/A             | Szombathy Gyula                  | Melis Gábor                     |
| Bölömbikák             | N/A             | ?                                | Boros Zoltán Kálid Artúr        |

Ének hangok (1. magyar változat): Kovács Kati, Melis György

## Betétdalok
John Palmer dalszövegei:
- In The Kangaroo Pouch
- Quark Ducks
- Dream time
- Platypus Duet
- The Bunyip (Bunyip Moon)
- Click-ity Click

Marion Von Alderstein dalszövege:
- I'm a Frog

## Filmfelvételek
Yoram Gross filmjeihez az élő változat háttereit használták rajzfilmekként, még a folytatásaihoz is:
- Dottal a Föld körül (1981)
- Dot és Muris Füles (1983)
- Dot és a koala (1984)
- Dot és a moszkitó (1985)
- Dot és a bálna (1986)
- Dot és a csempészek (1987)
- Dot Hollywoodban (1987)

## Televíziós megjelenések
Új magyar szinkronnal az alábbi televíziókban vetítették le:
- TV-1